# Pardosa thalassia
Pardosa thalassia este o specie de păianjeni din genul Pardosa, familia Lycosidae. A fost descrisă pentru prima dată de Thorell, 1891.
Este endemică în Nicobar Is.. Conform Catalogue of Life specia Pardosa thalassia nu are subspecii cunoscute.